# Comitè Suprem Kurd
El Comitè Suprem Kurd (en kurd: Desteya Bilind a Kurd) és un òrgan governamental de Rojava, fundat pel Partit de la Unió Democràtica (PYD) i el Consell Nacional Kurd (ENKS), seguint l'acord de cooperació, signat el 12 de juliol de 2012 entre les dues parts a Arbil, al Kurdistan del Sud, sota l'auspici del president Masud Barzani. La junta està composta per un mateix nombre de membres del PYD i l'ENKS. La facció armada del comitè són les Unitats de Protecció Popular.
Rojava ('occident' en kurd, també anomenat Rojava Kurdistan o Kurdistan Occidental) és una regió autònoma de fet al nord de Síria.[2] Sorgida del caos de la guerra civil siriana, està dividida en tres cantons no-contigües: Efrîn, Kobanê i Cizirê.[3] El govern de Síria no el reconeix oficialment.[4] Els kurds consideren aquest territori com una part de Kurdistan, dividit entre Síria, Turquia, Iraq i Iran per interessos colonialistes. Refereixen a la part dins de territori sirià com a Rojavayê Kurdistanê, 'Kurdistan Occidental', o senzillament com a Rojava, Occident.